# Britt McKillip
Britt Analisa McKillip (18 de enero de 1991) es una actriz y cantante canadiense. Sus créditos incluyen la película Scary Godmother: Halloween Spooktacular y su secuela Scary Godmother: The Revenge of Jimmy, y su personaje como Reggie Lass en la serie de televisión Dead Like Me, la película Dead Like Me: Life After Death (basada en la serie), y sus personajes de voz como Cloe en Bratz, Princess Cadance en My Little Pony: Friendship Is Magic y Princess Harumi en Lego Ninjago: Masters of Spinjitzu.

## Biografía
Su padre es el productor Tom McKillip, y su madre la escritora de música Lynda McKillip. Ella tiene una hermana mayor, Carly McKillip, quien es también actriz. Britt actúo junto con Carly en el grupo country: "One More Girl". Su álbum debut, Big Sky, fue estrenado el 6 de octubre de 2009, en Canadá. El grupo estreno un nuevo sencillo "The Hard Way" en 2014.

## Filmografía

### Cine
| Año  | Título                                               | Personaje                         | Notas                       |
| ---- | ---------------------------------------------------- | --------------------------------- | --------------------------- |
| 2000 | Mission to Mars                                      | Muchacha en fiesta                |                             |
| 2001 | Barbie in the Nutcracker                             | Peppermint Girl                   | Voz. Directo-a-vídeo        |
| 2002 | Brother's Keeper                                     | Joven Lucinda / Marie             |                             |
| 2002 | Barbie as Rapunzel                                   | Melody                            | Voz. Directo-a-vídeo        |
| 2003 | My Little Pony: A Charming Birthday                  | Tra La La                         | Voz. Directo-a-vídeo        |
| 2003 | Baby Looney Tunes: Eggs-traordinary Adventure        | Bebe Lola                         | Voz. Directo-a-vídeo        |
| 2004 | My Little Pony: Dancing in the Clouds                | Tra La La                         | Voz. Directo-a-vídeo        |
| 2004 | Madeline in Tahiti                                   | Nicole                            |                             |
| 2005 | Candy Land: The Great Lollipop Adventure             | Princess Lolly                    | Voz. Directo-a-vídeo        |
| 2005 | Barbie: Fairytopia                                   | Pixie No. 1                       | Voz. Directo-a-vídeo        |
| 2005 | Bob the Butler                                       | Alex                              |                             |
| 2005 | My Little Pony: A Very Minty Christmas               | Tra La La                         | Voz. Directo-a-vídeo Corto  |
| 2006 | My Little Pony: The Princess Promenade               | Tra La La                         | Voz. Directo-a-vídeo        |
| 2006 | My Little Pony: Greetings from Unicornia             | Tra La La                         | Voz. Directo-a-vídeo Ciorto |
| 2006 | My Little Pony Crystal Princess: The Runaway Rainbow | Tra La La                         | Voz. Directo-a-vídeo        |
| 2006 | My Little Pony: The Princess Promenade               | Tra La La                         | Voz. Directo-a-vídeo        |
| 2006 | Bratz: Babyz the Movie                               | Cloe                              | Voz. Directo-a-vídeo        |
| 2006 | Barbie in the 12 Dancing Princesses                  | Janessa                           | Voz. Directo-a-vídeo        |
| 2007 | Barbie as the Island Princess                        | Rita                              | Voz. Directo-a-vídeo        |
| 2007 | My Little Pony: A Very Pony Place                    | Tra La La                         | Voz. Directo-a-vídeo        |
| 2007 | Trick 'r Treat                                       | Macy                              |                             |
| 2008 | Ace of Hearts                                        | Julia Harding                     |                             |
| 2008 | My Little Pony Live: The World's Biggest Tea Party   | Tra La La                         | Voz. Directo-a-vídeo        |
| 2008 | Bratz Babyz Save Christmas                           | Cloe                              | Voz. Directo-a-vídeo        |
| 2009 | Dead Like Me: Life After Death                       | Reggie Lass                       | Directo-a-vídeo             |
| 2010 | Strawberry Shortcake: The Berryfest Princess         | Blueberry Muffin / Berrykin No. 4 | Voz. Directo-a-vídeo        |
| 2010 | Bratz: Pampered Petz                                 | Cloe                              | Voz. Directo-a-vídeo        |
| 2012 | Bratz: Desert Jewelz                                 | Cloe                              | Voz                         |
| 2013 | My Little Pony: Equestria Girls                      | Princesa Cadance                  | Voz                         |
| 2013 | Coming Home for Christmas                            | Melanie                           | Directo-a-vídeo             |
| 2015 | My Little Pony: Equestria Girls – Friendship Games   | Dean Cadance                      | Voz                         |
| 2017 | My Little Pony: The Movie                            | Princess Cadance                  | Voz                         |
| 2018 | Daddy's Girl                                         | Jennifer                          |                             |

### Televisión
| Año       | Título                                        | Personaje                           | Notas                                             |
| --------- | --------------------------------------------- | ----------------------------------- | ------------------------------------------------- |
| 1998      | In the Doghouse                               | Sophie Wagner                       | Película de televisión                            |
| 1998      | You, Me and the Kids                          | Muchacha perdida en el supermercado | Episodio: "Street Smarts"                         |
| 1998      | Don't Look Down                               | Joven Rachel                        | Película de televisión                            |
| 1998      | Honey, I Shrunk the Kids: The TV Show         | Pequeña Sra. McGann                 | Episodio: "Honey, We're Young at Heart"           |
| 1998      | The Outer Limits                              | Brook Bouton                        | Episodio: "Mary 25"                               |
| 1999      | The Outer Limits                              | Sara Kohler                         | Episodio: "The Grell"                             |
| 2000      | Ratz                                          | Joven Jennifer                      | Película de televisión                            |
| 2000      | Special Delivery                              | Blair                               | Película de televisión                            |
| 2001      | Night Visions                                 | Kyra Martindelli                    | Episodio: "Neighborhood Watch"                    |
| 2002      | Breaking News                                 | Meigan Sloan                        | Episodio: "Pilot"                                 |
| 2002      | Make Way for Noddy                            | Tessie Bear                         | Voz. Recurrente                                   |
| 2002      | Sabrina: Friends Forever                      | Sabrina Spellman                    | Voz. Personaje principal. Película de televisión  |
| 2002–2005 | Baby Looney Tunes                             | Baby Lola                           | Voz. Personaje principal y cantante               |
| 2003      | Scary Godmother: Halloween Spooktakular       | Hannah Marie                        | Vo.z. Personaje principal. Película de televisión |
| 2003–2004 | Sabrina's Secret Life                         | Sabrina Spellman                    | Voz. Personaje principal                          |
| 2003–2004 | Dead Like Me                                  | Regina 'Reggie' Lass                | Recurrente                                        |
| 2004      | Franklin                                      | Betty                               | Voz. Episodio: "Franklin and Betty"               |
| 2005      | Scary Godmother: The Revenge of Jimmy         | Hannah Marie                        | Voz. Película de televisión                       |
| 2005      | FBI: Negotiator                               | Annie Moss                          | Película de televisión                            |
| 2005      | Trollz                                        | Amethyst                            | Voz. Personaje principal                          |
| 2005–2006 | Coconut Fred's Fruit Salad Island             | Bingo Cherry                        | Voz. Personaje principal                          |
| 2006      | Class of the Titans                           | Hope                                | Voz. Episodio: "Little Box of Horrors"            |
| 2006      | Holiday Wishes                                | Britney King                        | Película de televisión                            |
| 2006–2008 | ToddWorld                                     | Stella                              | Voz. Personaje principal (T 2)                    |
| 2007      | Bratz: Super Babyz                            | Cloe                                | Voz. Videojuego                                   |
| 2008      | Bratz                                         | Cloe                                | Voz. Personaje principal                          |
| 2008      | Desperate Hours: An Amber Alert               | Katie                               | Película de televisión                            |
| 2009      | Zixx                                          | Amy                                 | Voz. 3 Episodios                                  |
| 2010–2015 | Strawberry Shortcake's Berry Bitty Adventures | Blueberry Muffin                    | Voz. Personaje principal                          |
| 2012      | R.L. Stine's The Haunting Hour                | Michelle                            | Episodio: "Stage Fright"                          |
| 2012–2019 | My Little Pony: Friendship Is Magic           | Princesa Cadance                    | Voz. Recurrente, 21 Episodios                     |
| 2016      | Beat Bugs                                     | Katter                              | Voz. Recurrente                                   |
| 2016–2017 | Frequency                                     | Young Meghan                        | Recurrente, 5 Episodios                           |
| 2017-2020 | Super Monsters                                | Esmie                               | Voz. Personaje principal                          |
| 2018-2020 | LEGO Ninjago: Masters of Spinjitzu            | Harumi                              | Voz. Personaje principal                          |
| 2018      | Lego Jurassic World: The Secret Exhibit       | Claire Dearing                      | Voz. Personaje principal                          |
| 2018      | My Little Pony: Best Gift Ever                | Princesa Cadance                    | Voz. Película de televisión                       |
| 2018      | Best Friend’s Betrayal                        | Anna                                | Película de televisión                            |
| 2019-2020 | Lego Jurassic World: Legend of Isla Nublar    | Claire Dearing                      | Voz. Personaje principal                          |
| 2021      | My Little Pony: Pony Life                     | Princesa Cadance                    | Voz. 1 Episodio                                   |